# Арбойн, Пабло
Пабло Сесар Арбойн Кармона (исп. Pablo Cesar Arboine Carmona; 3 апреля 1998, Лимон, Коста-Рика) — коста-риканский футболист, защитник норвежского клуба «Сарпсборг 08» и сборной Коста-Рики.

## Карьера
Воспитанник клуба «Сантос де Гуапилес». В 17 лет дебютировал за основной состав команды. Зимой 2019 года Арбойн вместе со своим одноклубником и соотечественником Вильмером Асофейфой перебрался в Европу, где  подписал контракт с «Сарпсборгом».

## Сборная
Пабло Арбойн вызывался в расположение различных юношеских и молодежную сборную Коста-Рики. За главную национальную команду он дебютировал 2 февраля 2019 года в гостевом товарищеском матче против США, в котором костариканцы потерпели поражение со счетом 0:2.